# Wasyl Borys
Wasyl Jarosławowycz Borys (ukr. Василь Ярославович Борис, ros. Василий Ярославович Борис, Wasilij Jarosławowicz Boris; ur. 1 listopada 1958 we wsi Podpieczary, zm. 19 stycznia 2017 w Sewastopolu) – ukraiński piłkarz, grający na pozycji pomocnika, trener piłkarski.

## Kariera piłkarska

### Kariera klubowa
Wychowanek Szkoły Piłkarskiej w Iwano-Frankowsku. Pierwszy trener D.Zembycki. W 1974 rozpoczął karierę piłkarską w drużynie amatorskiej Łokomotyw Iwano-Frankiwsk. W 1977 został powołany do wojska, gdzie bronił barw reprezentacji Południowej Grupy Wojsk stacjonującej na Węgrzech. Po zwolnieniu z wojska został w 1981 piłkarzem Awanhardu Równe. W 1982 przeszedł do Atłantyki (Czajki) Sewastopol, w której zakończył karierę piłkarza w roku 1989.

## Kariera trenerska
Po zakończeniu kariery piłkarskiej rozpoczął pracę szkoleniowca. Od 1990 trenował SK KCzF Sewastopol z którym zdobył mistrzostwo i Puchar Sił Zbrojnych ZSRR. W lipcu 1992 został mianowany na stanowisko głównego trenera Czajki Sewastopol,  którym kierował do września 1994 roku. Potem powrócił do pracy w SK KCzF Sewastopol, a na początku 1994 stał na czele amatorskiego zespołu Czornomoreć Sewastopol. Latem 1997 amatorski Czornomoreć zajął miejsce Czajki w Drugiej lidze. Do lipca 1999 prowadził Czornomoreć Sewastopol W 2000 poszukiwał talenty piłkarskie dla Tawrii Symferopol. Od 2001 pracował w Sportowym Klubie Floty Czarnomorskiej.

## Sukcesy i odznaczenia

### Sukcesy piłkarskie
PGW Węgry
- mistrz Sił Zbrojnych ZSRR: 1978

### Sukcesy trenerskie
SK KCzF Sewastopol
- mistrz Sił Zbrojnych ZSRR: 1990
- zdobywca Pucharu Sił Zbrojnych ZSRR: 1990

SK Czornomoreć Sewastopol
- mistrz Krymu: 1995
- zdobywca Pucharu Krymu: 1997